# Mào gà trắng
Cây Mào gà hay còn gọi mào gà trắng, mồng gà, đuôi lươn (danh pháp khoa học: Celosia argentea) là loài thực vật có hoa thuộc họ Dền. Loài này được L. miêu tả khoa học đầu tiên năm 1753.
Đây là cây sống một năm thân mềm thường được trồng trong vườn. Hoa nở vào giữa mùa xuân đến mùa hè. Nó được nhân giống bằng hạt. Các hạt vô cùng nhỏ, lên đến 43.000 hạt mỗi ounce.
Lá và hoa có thể ăn được và được trồng làm rau ăn ở châu Phi và Đông Nam Á. Celosia argentea var. argentea hoặc "rau chân vịt Lagos" là một trong những món rau ở Tây Phi.